# Drakstil

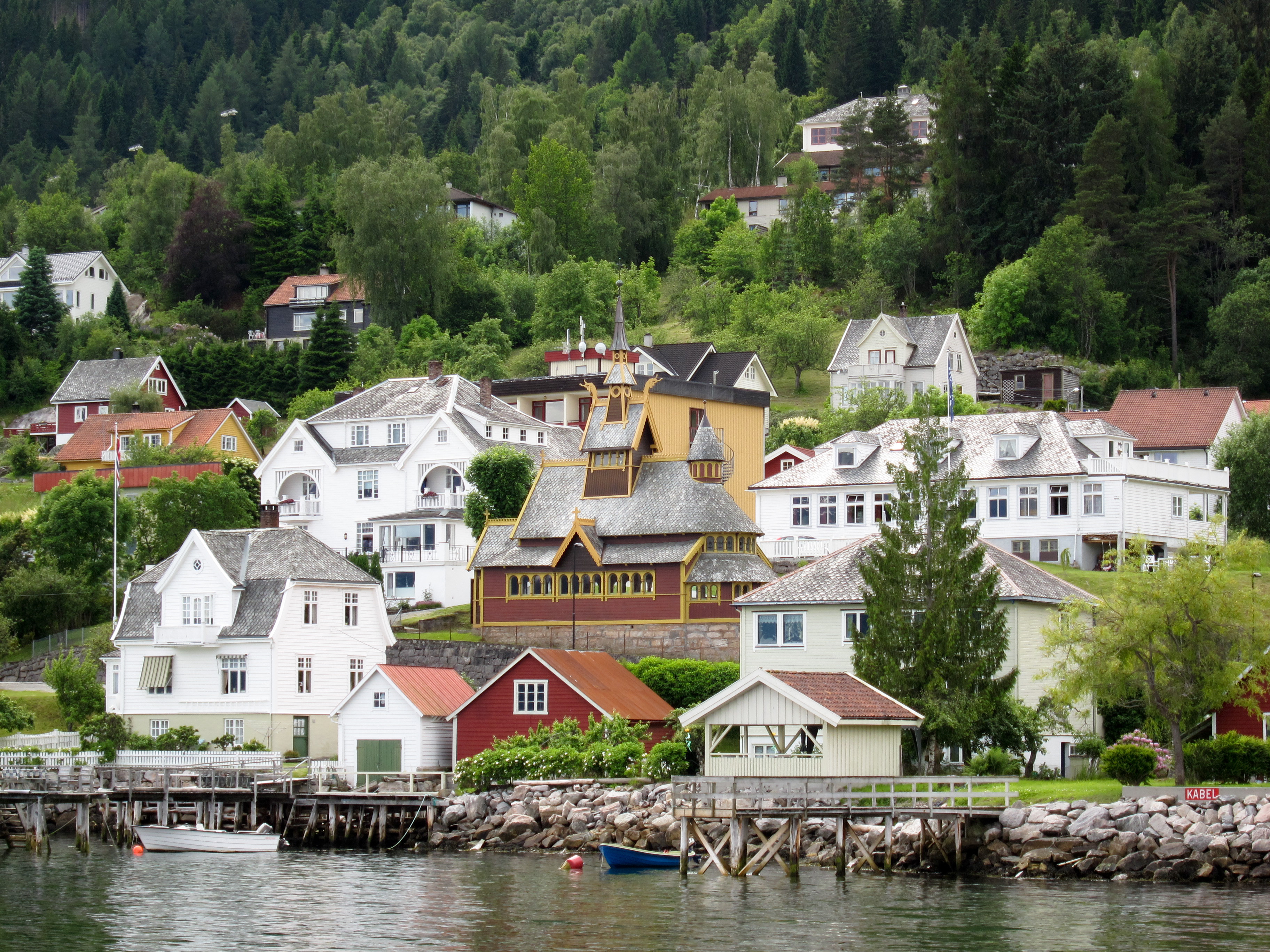
Balestrand. Église anglicane Saint-Olaf, de style dragon

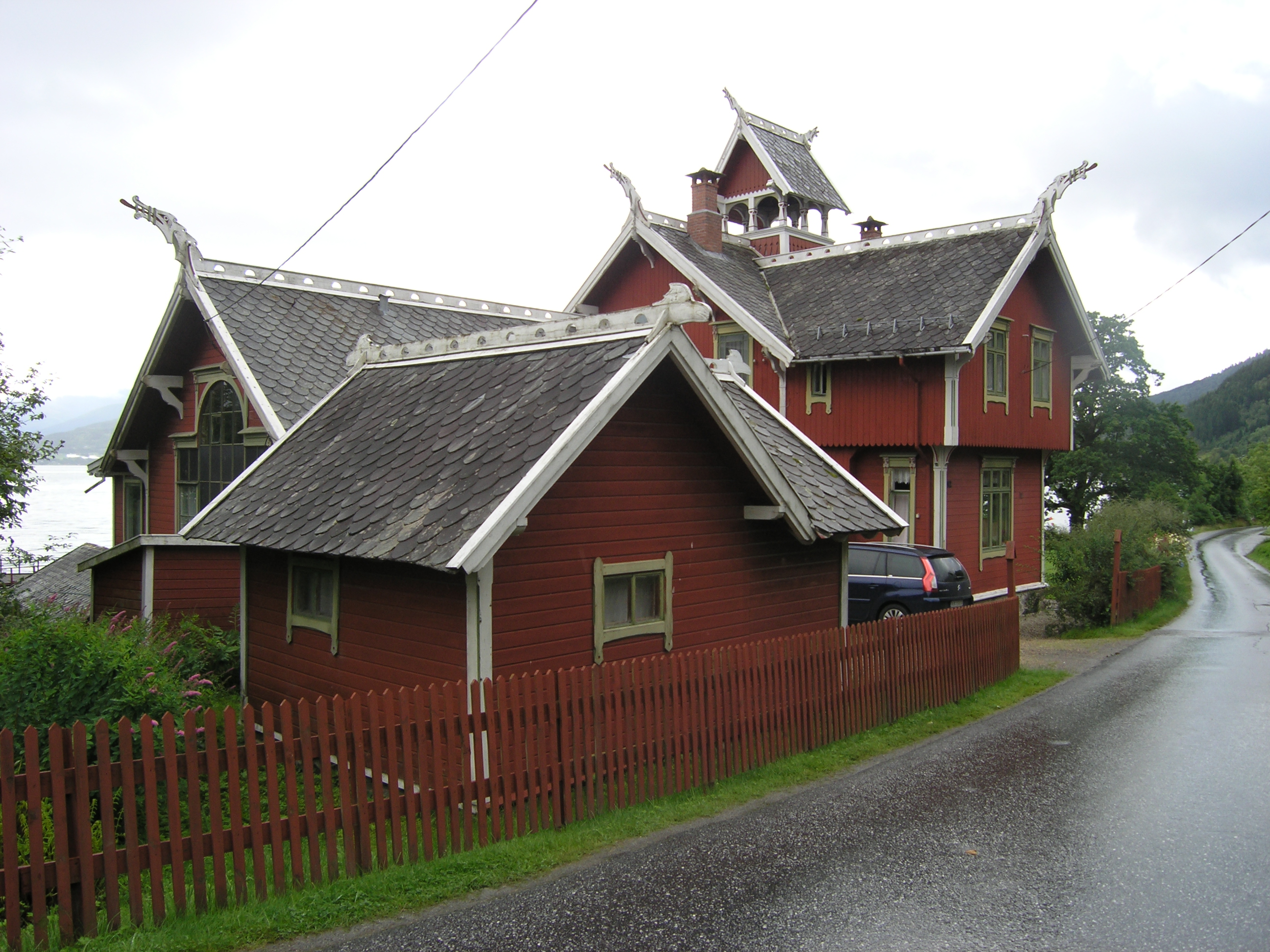
Balestrand. La villa Holmen

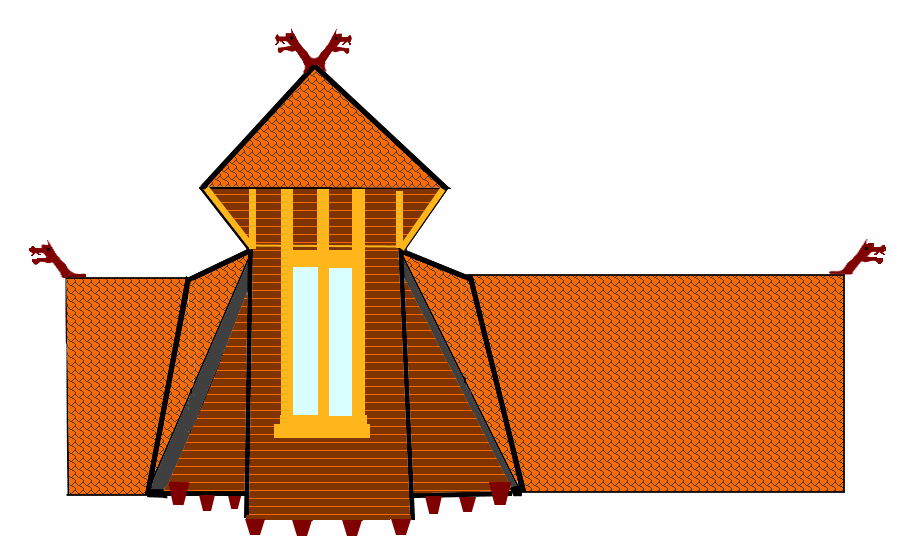
Ornementation en drakstil de la douane de la Schlucht au XIX. Aujourd'hui disparue.

Le drakstil ou style dragon est un style architectural et décoratif apparu au début du XIXe siècle dans les pays nordiques, notamment en Norvège, et qui a connu son apogée au tournant des XIXe et XXe siècles ; il est inspiré par le souvenir de la civilisation de l'âge des Vikings et l'art médiéval des pays scandinaves. Il apparaît comme une forme scandinave du nationalisme romantique. Il s'est exprimé dans le mobilier, la céramique, l'orfèvrerie, mais aussi dans l'architecture. Le drakstil se rapproche par certains aspects du courant contemporain de l'Art nouveau.
Parmi les motifs qui caractérisent ce style, on trouve les têtes d'animaux, réels ou fantastiques, les éléments de navires vikings, et les motifs d'entrelacs. En architecture, les caractéristiques en sont le choix du bois comme matériaux de construction (particulièrement en rondins horizontaux), les fenêtres à arcades en plein-cintre, le premier étage en encorbellement et des têtes d'animaux aux sommets des pignons.  
Ce style s'est surtout répandu en Norvège, néanmoins, il est possible de trouver des bâtisses et maisons en drakstil ou façon drakstil en Suède et en Allemagne, particulièrement dans le Brandebourg et la Thuringe en raison de l'engouement  de l'empereur allemand Guillaume II pour la culture nordique. Le bâtiment des douanes allemandes pendant l'annexion de l'Alsace-Lorraine au col de la Schlucht dans le massif des Vosges comportait quatre têtes de dragon pour la décoration du toit et du faîte. Cela aurait été une grande exception en France, mais le bâtiment a été détruit par les obus en 1916.  
Une exposition organisée en 1996 à Caen par le musée de Normandie, avec l'aide des musées de Stockholm et de Göteborg, a contribué à mieux faire connaître en France ce style artistique.

## Terminologie

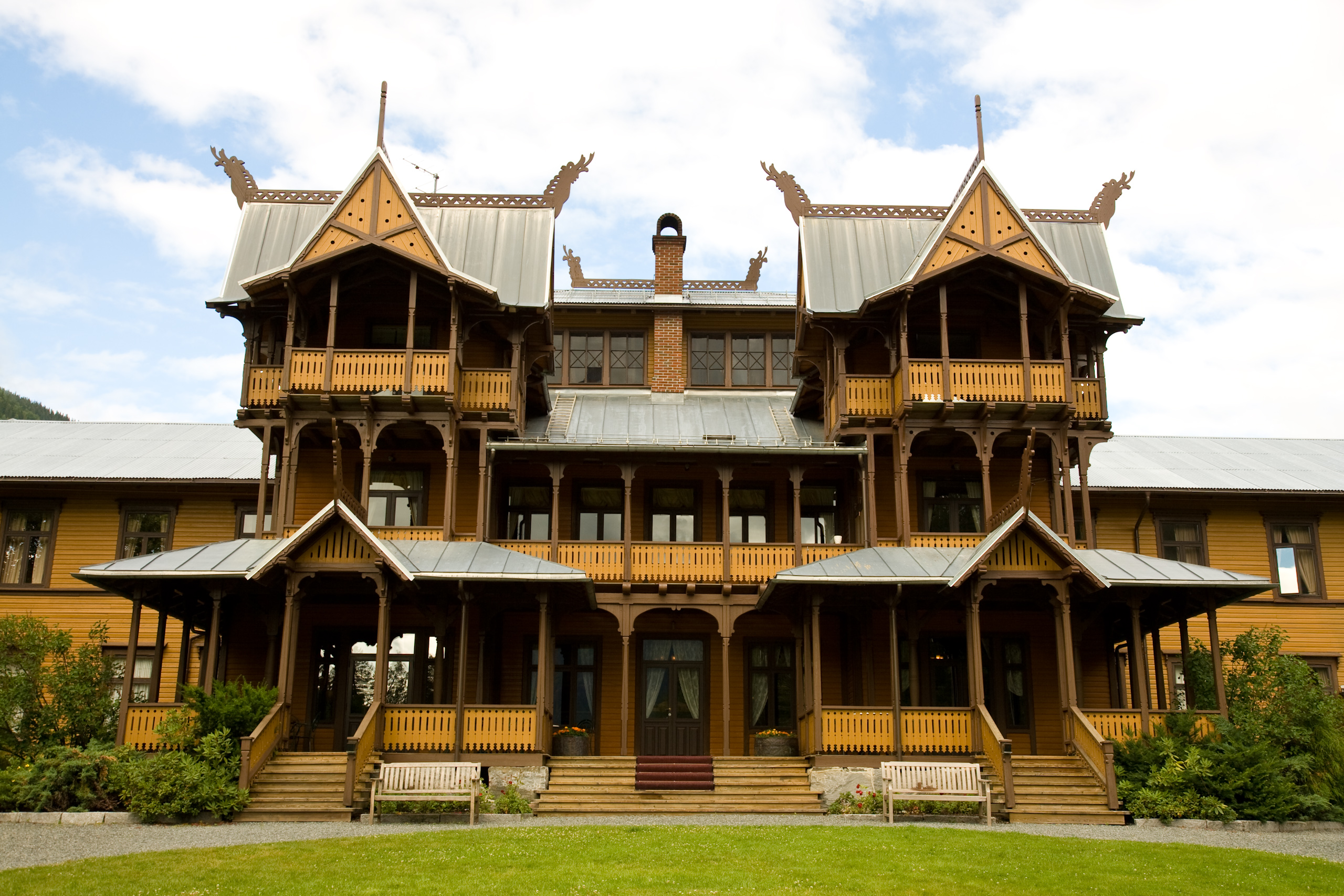
Hôtel Dalen, à Dalen, commune de Tokke, dans le Telemark (Norvège)

En français la terminologie oscille entre les termes « drakstil » et « style dragon ». Le faible nombre de publications francophones relatives à ce sujet fait que la terminologie n'est en effet pas encore totalement fixée. 
La dénomination de ce courant artistique en français diffère des termes employés dans les langues scandinaves et en anglais : « fornnordisk stil » domine en suédois, et « dragestil » (bokmål) et « drakestil » (nynorsk) en norvégien, tandis que les termes « dragestil » et « fornnordisk style » sont en concurrence en anglais. 
On remarque que la forme française "drakstil" est unique et est une déformation de "drakestil". Le terme "drakstil" fait écho à celui de "drakkar" qui est également un mot français construit à partir d'un terme scandinave déformé.

## Architecture
Le village de Balestrand, en Norvège, donne un bon exemple du style dragon dans la construction des maisons, à la fin du XIXe siècle. La source principale de l'inspiration du style dragon dans l'architecture se trouve dans les « églises en bois debout » (stavkirke) de Norvège.
Le pavillon de la Suède et de la Norvège à l'exposition universelle de Paris en 1878, œuvre de l'architecte norvégien Henrik Thrap-Meyer (en) (1833-1910), apparaît comme un manifeste du drakstil. Parmi les architectes représentatifs de ce style, on peut citer Holm Hansen Munthe (en) (1848-1898) et Balthazar Lange (1854-1937).
En Suède, le Biologiska Museet à Stockholm est particulièrement représentatif du drakstil dans le cadre d'un bâtiment public. Dans le domaine de l'architecture privée, la villa Sagatun (environs de Stockholm) et les villas Curman (Lysekil) en sont des exemples.